# ライオン・キング3 ハクナ・マタタ
『ライオン・キング3 ハクナ・マタタ』は、ディズニーによる『ライオン・キング』の続編として制作されたビデオ作品である。ティモンとプンバァの出会いを軸に『ライオン・キング』の舞台裏を描いた長編アニメーションとなっている。DVDは本編＋約2時間にわたる映像特典を収録した2枚組。日本のセルVHS・DVD版は2004年3月19日に発売をした。

## ストーリー
内容はティモンとプンバァが映画館でライオン・キングを見ながら思い出にふけるもの。自分達が出る所から見ようとするティモンに対し、ライオン・キングを最初から見るべきというプンバァ。口論しているうちに「自分達も最初からいたのに」というプンバァの言葉を聞いたティモンは「だったら最初の前の話からみよう」と視聴者に本当の物語の初めを見せることにした。
プライドロックから遠く離れた砂漠のミーアキャットの住処。彼らはハイエナから身を守るためにトンネルを掘り続けていたのだ。そんなある日、群れのトラブルメーカーであるティモンがまたトンネルを壊してしまった。彼は苦手な穴を掘ってばかりの暗所暮らしにウンザリしていた。穴に隠れない生活にあこがれる夢を持つティモンを役立てようと、ママはティモンに見張り番を任せることに。最初は緊張していたティモンだが、初めての見張り番に自信をつけてつい調子に乗ってしまう。さらに、現実逃避とばかりに歌い踊って見張りから目を離したので結局、ハイエナ達に故郷や群れを襲われてしまう羽目になる。
映画館では、プンバァが誤ってリモコンの上に座ってチャンネルを回し、ティモンに忠告されて戻す。
それ以来、ティモンは仲間から完全に除け者扱いされてしまった。そんな息子を心配するママ。ティモンは「俺は嫌われ者だ、だから、自分の場所を探しに行く」という。ママは呼び止めるがティモンは聞こうとせず、ママも同感してティモンの旅立ちを後押しする。そして、ティモンはママに見送られながら旅に出るのだった。しかし途中で道に迷ってしまい、途方に暮れていた。そんなティモンの前に丁度良く現れたのは、サルの長老・ラフィキだった。彼はティモンに「ハクナ・マタタ（くよくよするな）」を教え、「見えるものの先を見ろ」という。すると、ティモンの前に「トンガリ岩（プライドロック）」が目に入った。あそこに行けばいのか!そう叫ぶティモン。しかし、振り向くとラフィキの姿はどこにもなかった。ティモンは気にせず出発した。
しばらく進むとどこからか、唸り声が聞こえた。おそらく、ハイエナより恐ろしい動物に違いない。そう思ったティモンは必至に走った。すると、目の前にイボイノシシのプンバァが現れ、ティモンは叫び、プンバァも同じように叫んだ。第1印象は大切である。ティモンは命乞いをするが、プンバァはティモンが一人でいたので心配で追いかけていたのだった。さらにプンバァも仲間や他の動物達から仲間外れにされていたらしく、同じ境遇を持つティモンはプンバァを連れて楽園探しに行こうとする。
プライドロックでは、シンバの生誕祭が執り行われていた。巻き込まれた一匹と一頭は、そのまま行列を突っ切ろうとするが、プンバァが放屁して動物達が倒れてしまった。食らい損ねた動物達が、これを敬礼と誤認して、頭を下げたのだった。一方、ティモンはプンバァが何故肉食動物にも食べられないのか、その原因が持ち前の臭いのお陰だったと知り、より一層頼りにするのだ。
プライドロックの向こうに家を見つけたティモンは、ハンモックに続いてベッドも作るが、誤ってプンバァのベッドで就寝する。代わりにプンバァがティモンのベッドで就寝した。翌日、近くで「王様になるのが待ちきれない」のミュージカルが行われ、そのうるささで起きてしまったティモンは、動物のタワーを崩してしまい、家までもが崩れてしまった。
プンバァがとても豊かな地を見た事があるという話(映像は前々作の“ハクナ・マタタ”から一部を使用)をティモンが聞かなかった結果、像の墓場、火山の中と手当たり次第に住み着いたが、いずれもハイエナの拠点だった。次に谷の中に住んだティモンとプンバァはヌーの群れの暴走に追いかけられ、川に突き落とされ、そのまま滝つぼに落ちていった。
とその時、映画が一時停止され、プンバァがシネマスナックとしてバケット入りの虫を購入しに行った。その間にティモンが鼻をほじり、プンバァが戻って来ると映画を再生する。
なんとか、無事に生還したティモンとプンバァだったが、ティモンはユリの花（海外ではユリの花を持つと死を意味する演出となっている）を持って楽園探しを諦めた。これ以上、プンバァに迷惑をかけたくないティモンは互いに帰ろうとするが、プンバァには帰る場所がなかった。それを聞いたティモンはプンバァが哀れに思い、自分も一人ぼっちだという。そして、「友達は離れない」とプンバァとの友情を深めた。
翌日、目を覚ますとティモンはラフィキに騙されたことに怒っていたが、振り向くとそこには夢にまで見ていた楽園だった。すっかり、気に入った二人はオアシスでラフィキから教わった「ハクナ・マタタ」を満喫していた。その頃、ラフィキはティモンのママに息子に「ハクナ・マタタを教えた」と伝えていた。それを聞いたママはカンカンになって、「ティモンはすぐ相手の言うことを真に受けるのよ」と息子を心配して、探しに行こうとするが、問題児のティモンを嫌っていたマックスおじさんは断った。仕方なく、ママだけでもティモンを探しに行くことに。一方、ティモンとプンバァが満喫していると、そこにハゲワシの群れが。彼らはハゲワシ・ボウリングを始めた。これが二人とシンバの出会いであった。
シンバと暮らしてからはティモンは「子育て地獄」と評したほどの苦労を抱えていた。毎日、シンバに振り回されてヘトヘトのティモン。しかし、シンバが「怖い夢」を見たと聞かされて、仕方なく一緒に寝ることに。それから月日が流れ、シンバも一回り成長しており、カタツムリの大食い大会ではティモンに勝つほど大人になっていった。ティモンとプンバァはシンバの成長に感激し、三人は平凡に暮らしていた。しかし、それもつかの間、大人になったナラとシンバが再会したため、その様子を見たティモンとプンバァは人生を崩されたと言う。そこで二人は恋を邪魔するも、結果は逆効果で二人は諦めて大泣きした。
しかし、ナラとシンバがケンカし、ようやく失恋したと喜ぶティモンとプンバァ。
だったが、シンバが帰還したとナラが言ったので動揺する二人。ナラは「シンバを助けたい」と言うが、本人たちは別のことを考えていたので、聞いていなかった。ナラは先にシンバの後を追う。楽園を離れたくないティモンはシンバを見放してしまう。プンバァはシンバを助けに行こうと誘うが、ティモンはあっさり断った為、プンバァはティモンに怒ってそのまま去ってしまう。一人ぼっちになったティモンは友達が居なくなった寂しさと退屈さに孤独を抱いてしまう。そこへラフィキが現れ、彼に「友達が居てからこそハクナ・マタタだ」とティモンを気づかせた。ティモンはプンバァの後を追いかけるのだった。一方、ラフィキは自分の役目が終わったので満足していた。
砂漠を走っていたプンバァだったが、実はティモンが来るのを信じ、わざと遅く走っていた。そのお陰でティモンは追いつく事ができ、互いに和解して、シンバを救いに行くのだった。
シンバからオトリ役を任されたティモンとプンバァは、プンバァのオナラ攻撃でハイエナ達を撃退した。すると、プンバァの真下からティモンのママとマックスおじさんが。ティモンはプンバァに家族を紹介していると、シンバがスカーによって絶体絶命に。ティモンはママとおじさんに落とし穴を掘らせ、ティモンとプンバァはハイエナからシンバを引き離すことに。ティモンとプンバァがハイエナたちを挑発して、落とし穴に誘い込むもママたちの準備はまだだった。ティモンたちは無理矢理尺稼ぎをする。まず皿回しやダンスをするがどれも効果なしだった。次にティモンはハイエナのシェンジにプロポーズするが、これも逆効果だった。ちょうどその頃、落とし穴が完成した。マックスおじさんが落とし穴を支えていた柱を倒すも、最後の一本が岩に引っかかって失敗してしまう。このままではやられてしまう。と、ティモンは穴に向かって飛び込んだ。ママが止めた時はすでに穴の中だった。落とし穴に入ったティモンは引っかかっていた柱を折ると、ハイエナたちは次々と落とし穴の中へ落ちていった。ちょうど同じころ、シンバもスカーを蹴落としていた。息子の無事を心配するママ。しかし、ティモンは生きていた。おじさんも感動して、自分が除け者扱いしていたことを反省し、ティモンに抱き着くが、苦しむティモンだった。
そして、シンバはプライドロックで勝利の雄たけびをあげようとすると、ティモンとプンバァがお辞儀をした。シンバは二人にお礼を言う。ティモンとプンバァは成長したシンバに感動していた。雄たけびをママとマックスおじさんとプンバァと共に仰ぎ見、そして、ティモンはママやミーアキャット達をオアシスに連れていくと、ティモンは英雄として称えられ、ミーアキャット達はティモンと和解し、ハイエナに襲われる心配や穴掘りをする必要もなくなったので、みんな仲良く幸せに暮らしたのであった。
エンディングではティモンとプンバァが映画を見終わったところで、ママが映画を巻き戻して、マックスおじさんやシンバ達、さらには他のディズニーキャラまでやってきて映画館は満員状態となり、プンバァが「お腹にガスが溜まった」と言ったところで映画は幕を閉じる。

## キャラクター

### 主人公
ティモン
本作における主人公の一人。
プンバァと出会う前、元々はミーアキャットの群れにいた。
しかし、外敵に怯える仲間たちが、ただひたすら穴を掘り続ける毎日と仲間達から煙たがられる日々に嫌気が指して、群れを追放された所で飛び出した。
その後、ラフィキとの出会いで「ハクナ・マタタ」を知り、さらに大々親友となるプンバァと出会い、コンビを組むようになり、ついに安全に定住できるオアシスを見つける。
シンバを助けた後を「子育て地獄」と評し、苦労を抱えていたが、親代わりとして大人になっていく彼を見守り、さらにナラとシンバが恋に落ちたのを境に人生を崩されたと思い、恋を邪魔するも逆に二人の恋を成就させてしまい、プンバァと共に大泣きする。シンバが帰ったことを知るとやっと手に入れた楽園を失うのが嫌なあまり「シンバなんかいてもいなくても関係ない」と言い、プンバァに置いて行かれる。その後、二人がいなくなったことを寂しく思い、いつの間にか二人は自分にとってなくてはならない存在だと気づき、ラフィキから本当のハクナ・マタタを学び、プンバァの後を追い、最終決戦で落とし穴にハイエナ軍を落としてシンバを助ける。その後、家族や仲間達を楽園に迎え、仲間達とも和解した。
本作ではTVシリーズ『ライオン・キングのティモンとプンバァ』のようなメタフィクション発言をしており、ママが「あの土地は他人様の土地なんだよ」に対して「別のことを期待していたよ」と嘆いていたり、トンガリ岩（プライドロック）をみたときも「音楽がうるさい」と言っている。話のノリも、『ライオン・キングのティモンとプンバァ』に似ている。
プンバァ
本作におけるもう一人の主人公。
ティモンと出会う前、体臭とオナラが原因で仲間から爪弾きにされていたため、自分に自信が持てなかった。
しかし、ティモンとの出会いで、その臭いは外敵から身を守れると言われ、自分に自信を持つようになる。
2人は安住の地を探す旅を始めるが、行く先々でトラブルを起こしながらも、ようやく、2人はオアシスに定住する。
しかし、シンバが帰ったことを知ると心配で追いかけ立ち去るも、ティモンが来ることを信じてわざとスローモーションで走り、ティモンとの友情を深め、共にシンバを救った。
『ライオン・キング』ではザズーを収監していた骨の檻を破壊して解放する描写があったが、本作のどの時系列でそれを行ったかは不明。
シンバ
『ライオン・キング』における主人公であるライオン。
本作では、『ライオン・キング』で端的に描かれていた、少年から大人に成長するまでの話が一部描かれている。『ライオン・キング』では出番の少なかった、中途半端にたてがみが生えた青年期の出番が多い。

### 仲間
ナラ
『ライオン・キング』のヒロイン。本作ではシンバとの恋愛シーンが度々見られる。その後、ティモンとプンバァにシンバを助けるよう説得するも、本人たちは別のことを考えていたため聞いていなかった。
ムファサ
シンバの父親。本作では台詞なし。
ラフィキ
サルの長老。故郷を捨てて途方に暮れていたティモンとプンバァにハクナ・マタタを教えた張本人。なお、ティモンには「見えるものの先を見ろ」と伝えた。その後、シンバのみならずプンバァにも置いて行かれた孤独を抱くティモンの前に再び現れ、彼に本当のハクナ・マタタを教える。

### 敵
スカー
『ライオン・キング』のヴィランズ。本作では台詞なし。
シェンジ・バンザイ・エド
ハイエナトリオで本作のヴィランズ。ティモンの故郷を襲った張本人。終盤ではティモンたちを追いかけるも、プンバァのオナラ攻撃によって退散する。その後、シンバを襲うもティモンとプンバァに挑発され、彼らを追い詰めるが、マックスおじさんの掘った落とし穴に落ちそうになるも、途中で木が岩に引っかかってしまい、失敗に見えたが、ティモンが自ら穴に入り引っかかった木をなんとか倒したことによって、最後は他のハイエナ達もろとも落とし穴に落ちていった。
また、シェンジはティモンが尺稼ぎのためのプロポーズの際に「シェンジ・マリー・ニクショック・シバチャッカリーナ・ハイエナ（Shenzi Marie Predatora Veldetta Jacquelina Hyena）」とフルネームで呼ぶシーンがある。
『ライオン・キング』ではスカーの命乞いの為の嘘を聞いていた描写があるが、本作のどこで聞いたのかは不明。しかし、少なくとも最後にプライドロックの下に居たのはこの落とし穴の後だろうと思われる。

### 本作からの新キャラクター
ティモンのママ
ティモンの母。ティモンは「ママ」と呼んでおり、本名は不明。息子のティモンを「ティミー」と呼び溺愛している。少々過保護な点が見られており、仲間から追放されている息子を心配している。
マックスおじさん
ティモンのおじで、ミーアキャットの群れのリーダー。伯父なのか叔父なのかは不明。頑固かつ短気な性格で、当初は甥っ子であるティモンを追放するほど除け者扱いしていたが、ティモンがシンバや自分たちの身を守ってくれたことに感動し、彼を認めるようになった。
ティモンのパパ
未公開シーンのみの登場。
ティモンの父で、マックスおじさんとは兄弟である。兄なのか弟なのかは不明。本編におけるマックスおじさんのような役割。本編にも登場させる予定だったが、登場人物が多すぎるという理由でカットされた。
フィアレス・バズ
未公開シーンのみの登場。
ミーアキャットの間で無謀者として語り継がれている。昔ハイエナを撃退したが、増えたハイエナに狩られた。
ミーアキャット達
全員見た目はティモンに似ているが、髪の色がそれぞれ違う。ティモンを煙がっていたがティモンに楽園に招待されたことであっさり和解し、彼を称えた。

### その他のキャラクター
テントウムシが途中で画面に出現。あたかもシング・アロング・ソングのように、画面を跳ね回る。
ミッキーマウスなどのディズニーのキャラクターがエンディングにて映画を見に来る客として登場（『白雪姫』のごきげんのように一部声優が本家と異なる者もいる）。

## 声優
| 役名               | 原語版声優                                            | 日本語吹き替え              |
| ------------------ | ----------------------------------------------------- | --------------------------- |
| ティモン           | ネイサン・レイン                                      | 三ツ矢雄二                  |
| プンバァ           | アーニー・サベラ                                      | 畠中洋                      |
| ティモンのママ     | ジュリー・カブナー                                    | 野沢雅子                    |
| ロスト・ボーイズ   | ショーン・フレミング（ノンクレジット）                | 野沢雅子                    |
| マックスおじさん   | ジェリー・スティラー                                  | 青野武                      |
| ねぼすけ           | ビル・ファーマー（ノンクレジット）                    | 青野武                      |
| グーフィー         | ビル・ファーマー（ノンクレジット）                    | 島香裕                      |
| シンバ             | マシュー・ブロデリック                                | 宮本充                      |
| ラフィキ           | ロバート・ギローム                                    | 槐柳二                      |
| くしゃみ           | ボブ・ジョールス（ノンクレジット）                    | 槐柳二                      |
| ナラ               | モイラ・ケリー                                        | 華村りこ                    |
| シェンジ           | ウーピー・ゴールドバーグ                              | 片岡富枝                    |
| バンザイ           | チーチ・マリン                                        | 樋浦勉                      |
| エド               | ジム・カミングス                                      | マリオ・フィリオ            |
| ザズー             | エドワード・ヒバート                                  | 梅津秀行                    |
| フリンチー         | ジェイソン・ロドフスキー                              | 佐藤せつじ                  |
| アイアン・ジョー   | ジェフ・ベネット                                      | 佐藤せつじ                  |
| シンバ（子供時代） | 台詞：マット・ワインバーグ 歌：ジェイソン・ウィーバー | 台詞：村上想太 歌：中崎達也 |
| ナラ（子供時代）   | ローラ・ウィリアムズ                                  | 山本純子                    |
| 白雪姫             | キャロリン・ガードナー（ノンクレジット）              | 細野雅世                    |
| 先生               | デヴィッド・オグデン・スティアーズ（ノンクレジット）  | 後藤哲夫                    |
| おこりんぼ         | コーリー・バートン（ノンクレジット）                  | 後藤哲夫                    |
| てれすけ           | ジェフ・ベネット（ノンクレジット）                    | 長嶝高士                    |
| ごきげん           | ケヴィン・シェーン（ノンクレジット）                  | 長嶝高士                    |
| ジーニー           | セリフ無し                                            | 山寺宏一                    |
| ドナルドダック     | トニー・アンセルモ（ノンクレジット）                  | 山寺宏一                    |
| スティッチ         | クリス・サンダース（ノンクレジット）                  | 山寺宏一                    |
| ピーター・パン     | ブレイン・ウィーヴァー（ノンクレジット）              | 林勇                        |

## 挿入歌
- Digga Tunnah（穴を掘れ）
- That's All I Need（夢のパラダイス）
- It's a Small World（小さな世界）

「ライオン・キング」でも挿入歌として登場した。
- The Lion Sleeps Tonight（ライオンは寝ている）

「ライオン・キング」でも挿入歌として登場した。また、「またまたティモンとプンバァ 世界行ったり来たり」の本編にミュージッククリップが組み込まれている。
- Sunrise Sunset（サンライズ・サンセット）

元は「屋根の上のバイオリン弾き」の楽曲である。
- Digga Tunnah (Reprise)（穴掘りはおしまい）

また、「ライオン・キング」の挿入歌も登場する（一部分のみの登場が多い）。
- Circle of Life（サークル・オブ・ライフ）[5]
- I Just Can't Wait to Be King（王様になるのが待ちきれない）
- Hakuna Matata（ハクナ・マタタ）

「ライオン・キング」とは音階などが異なっている。元のバージョンもBGMとして登場する。
- Can You Feel the Love Tonight（愛を感じて）
- Hawaiian War Chant（ハワイの戦争の歌）

「ライオン・キング」では日本語クレジットがなかった。

## トリビア
- 楽園でわんわん物語のパロディが行われている。
  - わんわん物語2ではライオン・キングのパロディが行われている。

## 特典映像内容

### Disc: 1
- ゲーム
  - かくれたミッキーを見つけ出せ！
- 未公開シーン
  - もうひとつのオープニング その1
  - もうひとつのオープニング その2
  - フィアレス・バズ
  - ティモンとティモンのパパ
  - もっといい席へ！
  - ミーアキャットの人生
  - 楽園はどこに？

### Disc: 2
- 映像特典
  - ティモン　伝説のかげで
  - 『ライオン・キング3』ができるまで
  - ミュージック・クリップ ”グレイジン・イン・ザ・グラス” 歌 / RAVEN
  - ミュージック・クリップ ”ハクナ・マタタ” 歌 / DA PUMP
  - ミュージック・クリップ ”サークル・オブ・ライフ” 歌 / DA PUMP
  - スタジオ・トーク / DA PUMP
- ライオン・キング3 プレイランド(ゲーム)
  - バーチャル・サファリ　プライドランド編
  - 宝石はどこだ？
  - シルエット・クイズ

## 同じスタッフとキャラクターのアニメーション
- ライオン・キングのティモンとプンバァ - 同じ主人公。同年11月3日に3つの傑作選が発売された。
- ライオン・キング2 シンバズ・プライド